# 몽골 자유연맹당
몽골 자유연맹당은 내몽골 자치구의 완전한 독립을 위해 일본 오사카에서 창설된 정치적인 모임이다.

## 개요
2006년 12월 일본에 거주하는 몽골인들이 중공 정권 지배 영토(내몽골 자치구)의 완전한 독립을 목표로 하는 조직인 몽골 자유 연맹당을 설립하였다. 다른 몽골인 단체 조직과 다르게 내몽골이라는 명칭을 단체의 이름으로 사용하지 않고 있다. 그 이유는 내몽골이란 명칭은 중국 정부가 붙인 명칭이고, 탄압 받고 있는 몽골 민족은 내몽골 자치구 이외의 지역에도 거주하고 있어서 당명에 내몽골이라는 명칭을 사용하지 않는다.

## 같이 보기
- 내몽골 인민당